# Абаза, Платон Никандрович
Плато́н Ника́ндрович Абаза́ (1798 — 27 января (8 февраля) 1862, Харьков) — русский сельский хозяин-практик, овцевод и публицист. Действительный член Общества сельского хозяйства Южной России.
С 1823 года находился в отставке с чином ротмистра, тогда же основал овчарный завод, занимавшийся племенной работой. Стал одним из создателей нового типа породы меринос — русский инфантадо (на основе типов инфантадо и негретти).
В 1830-е годы выступал за организацию в России постоянных выставок сельскохозяйственных животных.
В 1846 году открыл специальную школу для обучения крестьян уходу за тонкорунными овцами.

## Статьи
- 1838 — О пользе учреждения выставки овец в Харькове
- 1844 — Сведения об овцеводстве (в имении автора)
- 1855 — Тонкошёрстные овцы завода помещика П. Н. Абазы
- 1860 — Конные грабли
- 1860 — О выставке тонкошёрстных баранов
- 1861 — Причина объедания овцами одна у другой шерсти и средства отвращения этого зла